# Триатлон специального назначения
Триатлон специального назначения или тактический триатлон — военно-прикладной вид спорта, возникший в среде частей специального назначения и имеющий практическую направленность по подготовке личного состава к действиям в сложных ситуациях. Представляет собой командные соревнования в следующих дисциплинах:
- бег в полной боевой выкладке с прохождением специальной полосы препятствий (дистанция около 200 метров),
- практическая стрельба в стесненных условиях,
- соревнования по штурмовому альпинизму (в просторечии — «высотка»).

Девизом триатлона специального назначения считается латинское выражение Amat victoria curam (победа любит старание).

## Особенности
Характер соревновательных мероприятий определяется спецификой работы бойцов спецподразделения в боевых ситуациях. Считается, что для прохождения всех этапов состязания недостаточно просто хорошей физической формы, а требуется набор умений, навыков и рефлексов, которыми обладают только сотрудники, прошедшие специальный курс подготовки.
Основные этапы состязаний:
1. преодоление полосы препятствий, осуществляется на время в форменной одежде, с защитным шлемом и с табельным оружием в кобуре. Время учитывается всей команде в целом, то есть — отсчет начинается по первому стартовавшему, а заканчивается — по последнему.
2. практическая стрельба проводится в стрелковом тире; при этом, в дополнение к одежде и защитному шлему каждый участник обязан надеть бронежилет. Огневая задача доводится до участника непосредственно перед началом упражнения; стрелковая обстановка заранее не известна.
3. штурм «высотки» в виде макета четырехэтажного здания; выполняется в бронежилетах и бронешлемах с защитными очками. Перед выполнением этого этапа участники готовят экипировку в тесноте служебного автобуса, при этом время на подготовку снаряжения строго ограничено. Штурмующие поднимаются на четвертый этаж и разделяются на двойки, первая — зачищает второй этаж, работая вниз головой, вторая — традиционным способом поражает цели на первом[3]. Огонь ведется из травматического оружия.

Последовательность этапов выбрана таким образом, чтобы сказывалось умение участников быстро переключаться с одного вида деятельности на другой. За оплошности, допущенные при выполнении упражнений начисляются штрафные баллы. Ошибками считаются не только нарушения правил и условностей соревнований, но и несоблюдение техники безопасности при обращении с оружием.
В настоящее время среди нововведений, которые предполагается принять в виде будущих правил, обсуждается возможное ограничение на количество выступлений для каждого бойца — не более 2-х раз для того, чтобы у ветеранов не было преимущества, связанного со знанием упражнений и препятствий.

## История
Триатлон специального назначения является сравнительно молодым видом спорта. Своим появлением в России обязан полковнику Сергею Лысюку, который побывав с деловым визитом в Австрии в середине 90-х, стал свидетелем тренировок антитеррористического подразделения «Кобра». Особый его интерес привлекла к себе идея проведения среди сотрудников ежегодных состязаний, которые включали бы бег, стрельбу, преодоление препятствий и тактическую составляющую.
В связи с накоплением соревновательного опыта правила и ограничения триатлона специального назначения постоянно меняются. В наибольшей степени это коснулось второго этапа, то есть — стрельбы. Например, в соревнованиях до 2011 года было всего два стрелковых упражнения: командная стрельба из пистолетов-пулеметов и штурм замкнутого помещения в двойках с пистолетами. В 2011 году было введено усложнение: перед стрельбой бойцам демонстрировались фотографии «целей», которые необходимо поразить огнём на скорость. В 2012-м участники вели огонь боевыми патронами из автомобиля сквозь лобовое стекло. В 2013 году мишени тоже были размещены внутри автомашин, причем поражение целей засчитывалось только при попадании пули в критически важные зоны (череп и позвоночный столб).

## Участники
В 2014 году соревнования по триатлону специального назначения прошли 27 июня в Балашихе на базе учебного центра «Витязь». Список команд, принимавших участие:
- управление «А» ЦСН ФСБ России (2 команды);
- СПБТ «Алмаз» МВД Республики Беларусь;
- 604-й ЦСН «Витязь» ВВ МВД России (2 команды);
- СОБР «Рысь» ЦСН СР МВД России (2 команды);
- 33-й ОСН «Пересвет» ВВ МВД России;
- ОСН «Факел» УФСИН России по Московской области;
- ОСН «Сатурн» УФСИН России по Москве;
- ОСН «Тайфун» УФСИН России по Санкт-Петербургу и Ленинградской области;
- ОСН «Гром» ФСКН России;
- разведрота 4-го полка оперативного назначения ОДОН (в/ч 3419);
- сборная команда спецподразделений Сербии.

## Призовой фонд
Победители и призеры награждаются медалями, переходящим Кубком и сертификатами на приобретение личных автомобилей.